# 上勝町ゼロ・ウェイストセンター
上勝町ゼロ・ウェイストセンター（かみかつちょうゼロ・ウェイストセンター）は、徳島県上勝町にある複合施設。通称は「WHY」（ワイ）。

## 沿革
- 2020年（令和2年）5月30日 - オープン[1]。
- 2021年（令和3年）4月16日 - 日本建築学会賞の作品賞を受賞[2]。受賞者はNAP建築設計事務所の中村拓志代表と、山田憲明構造設計事務所の山田憲明代表。

## 施設
- ゴミステーション・ストックヤード
- くるくるショップ
- ラーニングセンター・交流ホール
- コインランドリー・トイレ
- コラボレーティブラボラトリー
- 宿泊体験施設（HOTEL WHY）

## 交通
- JR「徳島駅」より車で約50分。